# Ljungsjön (Hjälmseryds socken, Småland)
Ljungsjön är en sjö i Sävsjö kommun i Småland och ingår i Lagans huvudavrinningsområde. Sjön är 9,2 meter djup, har en yta på 0,27 kvadratkilometer och befinner sig 222,1 meter över havet. Vid provfiske har abborre, gädda och mört fångats i sjön.

## Delavrinningsområde
Ljungsjön ingår i det delavrinningsområde (634516-141508) som SMHI kallar för Mynnar i Rusken. Medelhöjden är 223 meter över havet och ytan är 8,23 kvadratkilometer. Det finns inga delavrinningsområden uppströms utan avrinningsområdet är högsta punkten. Vattendraget som avvattnar avrinningsområdet har biflödesordning 3, vilket innebär att vattnet flödar genom totalt 3 vattendrag innan det når havet efter 196 kilometer. Delavrinningsområdet består mestadels av skog (87 procent). Avrinningsområdet har 0,34 kvadratkilometer vattenytor vilket ger det en sjöprocent på 4,1 procent.